# Ralph Johnson
Ralph Johnson (7 de outubro de 1955) é um cientista da computação estadunidense.
É um dos quatro autores do livro Design Patterns: Elements of Reusable Object-Oriented Software (ISBN 0201633612).